# Boomkroonpad

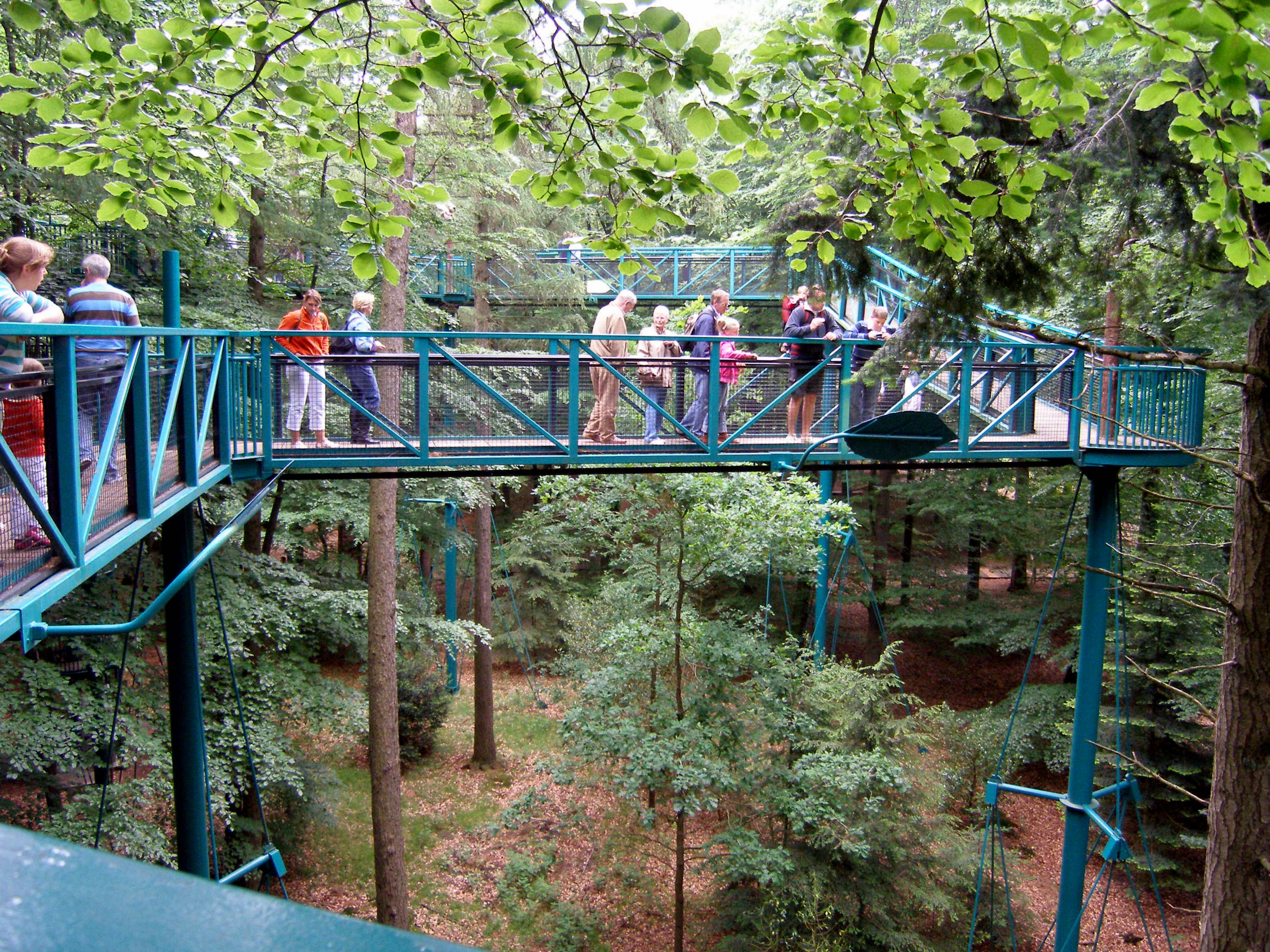
Boomkroonpad

Het Boomkroonpad is een toeristische attractie van Staatsbosbeheer in de Boswachterij Gieten-Borger in de Nederlandse provincie Drenthe.
Staatsbosbeheer heeft nabij het informatiecentrum (het Houtvester Kuhnhuis) in de boswachterij Gieten-Borger een wandelroute langs de toppen van bomen aangelegd. Bezoekers kunnen via een worteltunnel en een wenteltrap over dit 125 meter lange pad langs de 'boomkronen' wandelen. Het hoogste punt van het boomkroonpad is een uitkijktoren op 22,5 meter hoogte. Het pad werd geopend in 1996 en is onderdeel van een educatief themapark van Staatsbosbeheer.

## Elders
Er zijn over de hele wereld boomkroonpaden aangelegd met een educatief doel, voorbeelden zijn:
- het Kruinenpad bij Maasmechelen, België
- nabij Peruwelz in het natuurpark Scheldevlakten Plaines de l’Escaut, België
- nabij Gresse-en-Vercors, Frankrijk, dicht bij de Alpen
- bij Hanstedt, op de Lüneburger Heide, Duitsland
- bij Binz op het Duitse eiland Rügen